# 內森·奈特
內森·所罗门·卡帕胡卢拉·奈特（1997年9月20日—）為美國男子籃球運動員，現效力於中国男子篮球职业联赛浙江广厦。
奈特畢業於威廉與瑪麗學院。2024年8月24日，中国男子篮球职业联赛浙江广厦與奈特簽約。

## 外部連結
- 內森·奈特在NBA（英语）
- 內森·奈特在中国男子篮球职业联赛
- 內森·奈特在Basketball-Reference.com（NBA）（英语）
- 內森·奈特在Basketball-Reference.com（NBA G聯盟）（英语）
- 內森·奈特在Basketball-Reference.com（國際）（英语）
- 內森·奈特在Sports-Reference.com（NCAA）（英语）
- 內森·奈特在ESPN（NBA）（英语）
- 內森·奈特在Eurobasket.com（球員）（英语）
- 內森·奈特在Proballers（英语）
- 內森·奈特在RealGM（英语）
- 內森·奈特在中国篮球数据库
- 內森·奈特在Flashscore（英语）